# Thalassoma hardwicke
 Thalassoma hardwicke és una espècie de peix de la família dels làbrids i de l'ordre dels perciformes que es troba des de l'Àfrica oriental fins a les Tuamotu i el sud del Japó.
Els mascles poden assolir els 20 cm de longitud total.